# Belvedere di San Leucio

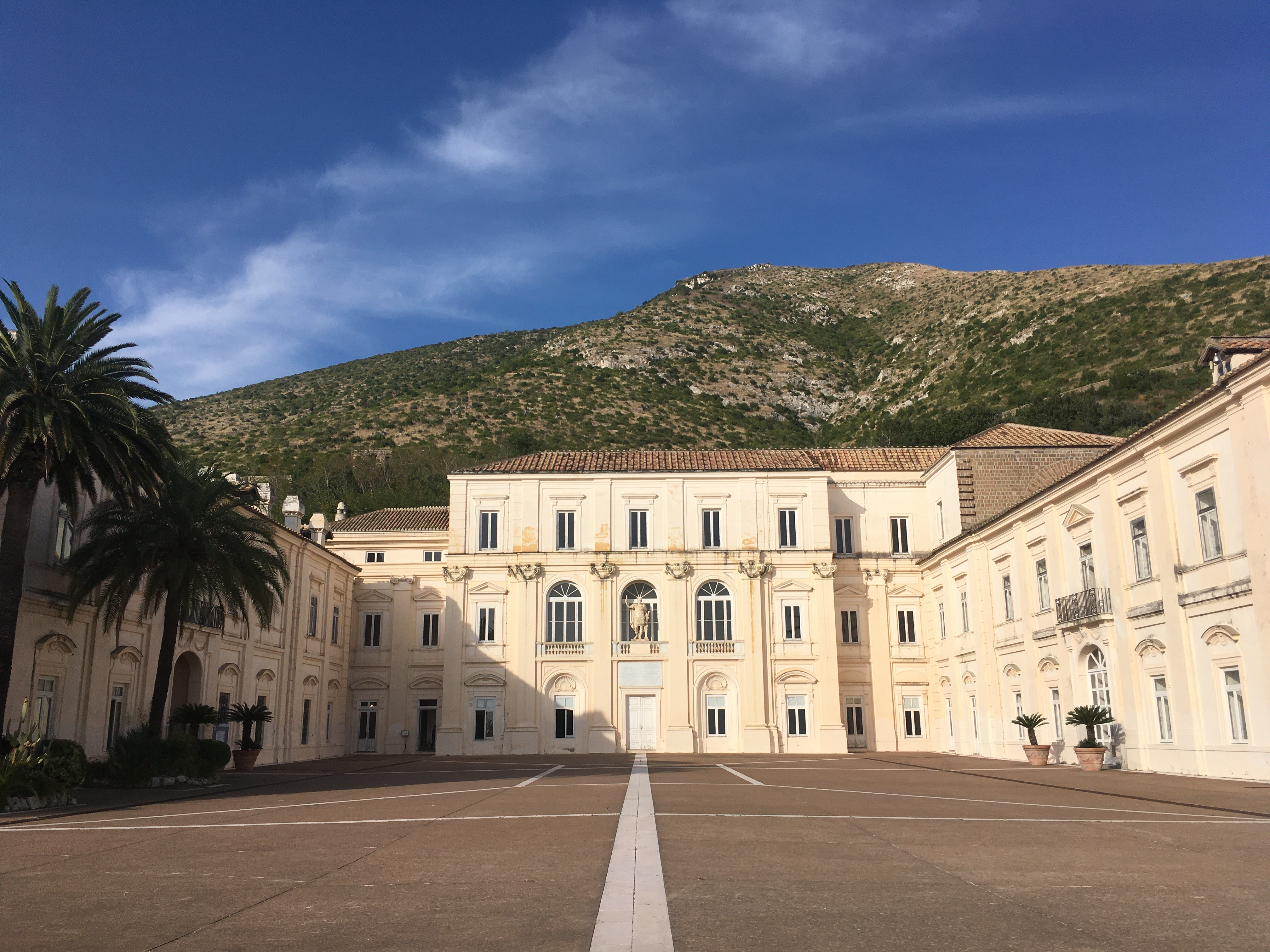
Belvedereplein in de kolonie San Leucio

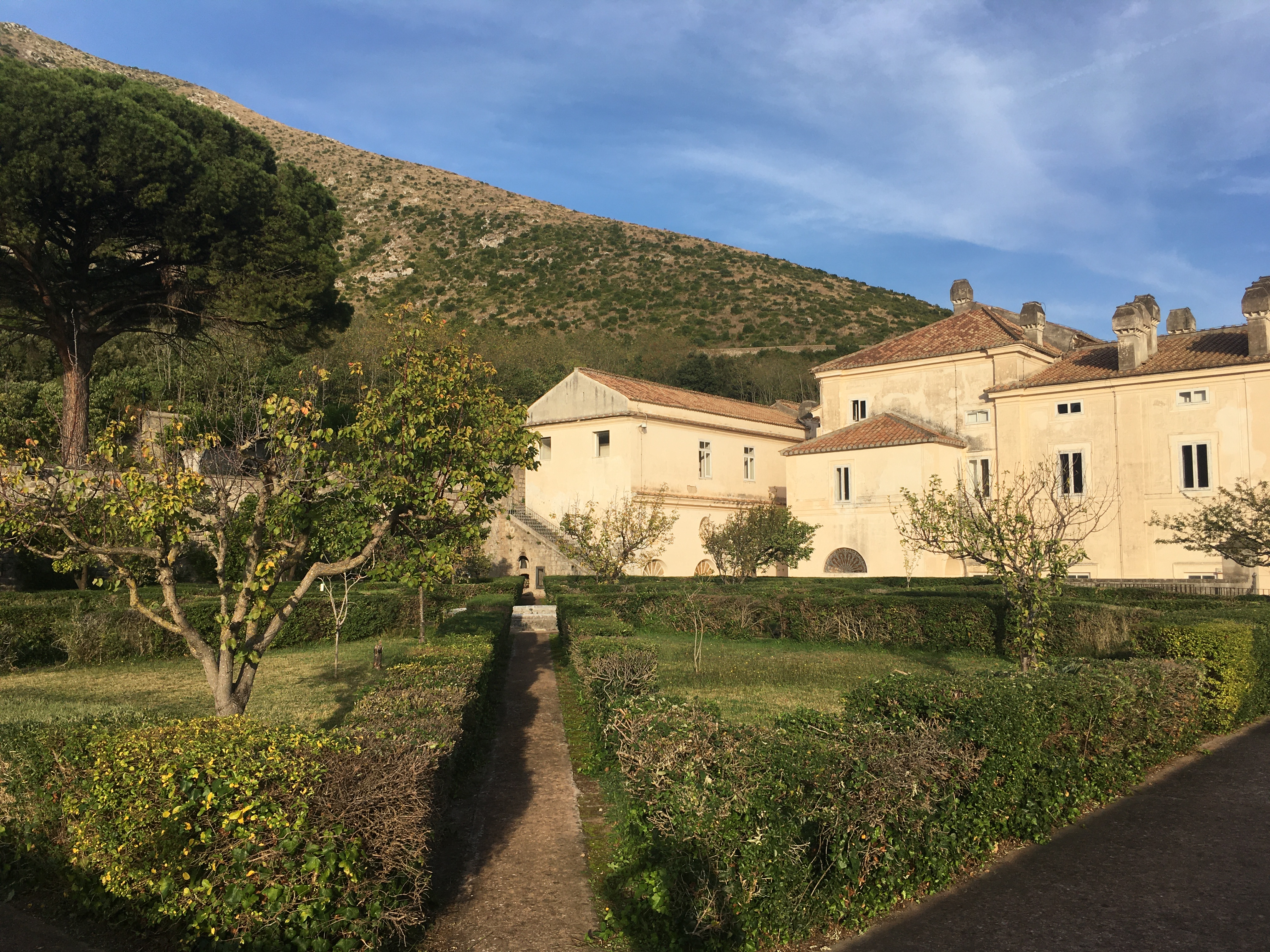
Tuinen van de kolonie

De Belvedere di San Leucio is een gebouwencomplex (18e eeuw) in Caserta, een Italiaanse stad nabij Napels. Koning Karel VII van Napels en na hem, Ferdinand IV van het Huis Bourbon-Sicilië lieten een fabriekswijk met paleis, het Palazzo Belvedere, bouwen. Deze koninklijke kolonie diende voor de productie van zijdedoeken en ander textiel (18e eeuw). 
Van Ferdinands nog groter plan om Ferdinandopoli, een nieuwe industriële stad uit de grond te stampen, werd verder niets gerealiseerd.
Het Belvedere di San Leuciocomplex behoort tot het UNESCO Werelderfgoed.

## Historiek
Tijdens het ancien régime wenste koning Karel VII in te spelen op de toenemende vraag naar zijden stoffen. In de geest van de Verlichting wenste hij een ideale stad te bouwen, een industrieel complex met talrijke nog aan te leggen wegen in Caserta. In de plaats San Leucio in Caserta bezat hij een klein jachtslot. Dit heette Belvedere. Bernardo Tanucci, minister van koning Ferdinand IV, voerde de koninklijke wens uit. Tanucci startte de eerste fase van het megalomane project Ferdinanopoli. De eerste fase was de Koninklijke kolonie van San Leucio (1778). Francesco Collecini (1723 -1804) was de architect van de kolonie van San Leucio. Via een ingangspoort met het wapenschild der Bourbons komt men in de arbeiderswijken. Zevenendertig woningen verrezen in twee arbeiderswijken, genoemd San Carlo en San Ferdinando (1786). Dit waren de patroonheiligen van de twee koningen achter het project. De arbeiderswijk bevatte hallen en ateliers voor spinnerij. Naast elke arbeiderswijk was er een boerderij. Voor Francesco Collecini was het een groot sociaal-economisch experiment dat hij moest ontwerpen.
De arbeiderskolonie genoot van een apart juridisch statuut (1789). 
Arbeiders kregen een huis met stromend water en sanitair doch mochten geen privébezit hebben. De zorg voor ouderen en zieken werd centraal georganiseerd; arbeiders werden onderricht om in broederlijkheid samen te werken. Alles stond centraal rond de productie van zijden stoffen. Jonge Napolitanen waren naar Frankrijk gestuurd om dit ambacht te leren. Koning Ferdinand IV liet daarnaast ambachtslui komen uit Frankrijk, de republiek Genua en het koninkrijk Piemonte-Sardinië. Mannen en vrouwen hadden eenzelfde statuut in de ateliers. Zij dienden 11 uur per dag te werken, wat minder was dan de 14 uur elders in Napels en omliggende landen. Hun kinderen kregen onderwijs. Naast zijdedoeken werden ook andere textielproducten vervaardigd. 
De twee arbeiderswijken zijn met elkaar verbonden door het Belvederepaleis of Palazzo Belvedere. Dit was Ferdinands paleis van waaruit hij de industriële activiteiten kon volgen. Het Palazzo Belvedere heeft een dubbele oprit aan het Belvedereplein, alsook paardenstallen, binnenplaatsen en terrassen die uitkijken op de Baai van Napels. De koninklijke appartementen werden verfraaid door Fedele Fischetti; Fischetti schilderde allegorische scènes in de fresco’s. Een van de appartementen bevat een monumentaal bad. In 1794 verrees er een grote kantine in de paleisfabriek Belvedere. Het laatste project van architect Francesco Collecini was de bouw van een kapel: de Santa Maria delle Grazie die klaar was in 1805, een jaar na de dood van Collecini. Zijn plan voor een ziekenhuis in het fabriekscomplex werd niet meer uitgevoerd.
Het Napoleontisch bestuur van het koninkrijk Napels (begin 19e eeuw) legde alle bouwactiviteiten stil aan de kolonie Belvedere di San Leucio. Enkel de productie in de ateliers en spinnerijen mocht verder lopen.
Na de Restauratie van het Bourbonregime (1815) liet koning Ferdinand de bouwwerken niet meer herstarten. Er kwam geen Ferdinandopoli. Hij liet wel de productie van textiel verder lopen.
Nadien bleven de huizen bewoond en geraakten ze in privébezit. Het Palazzo Belvedere is eigendom van de stad Caserta; een museum over zijde is ondergebracht in de koninklijke appartementen.
De UNESCO erkende het Belvedere di San Leuciocomplex, tezamen met het koninklijk paleis van Caserta en de aquaduct van Vanvitelli als werelderfgoed sinds 1997. Het geheel beslaat 87 ha.

## Illustraties Palazzo Belvedere

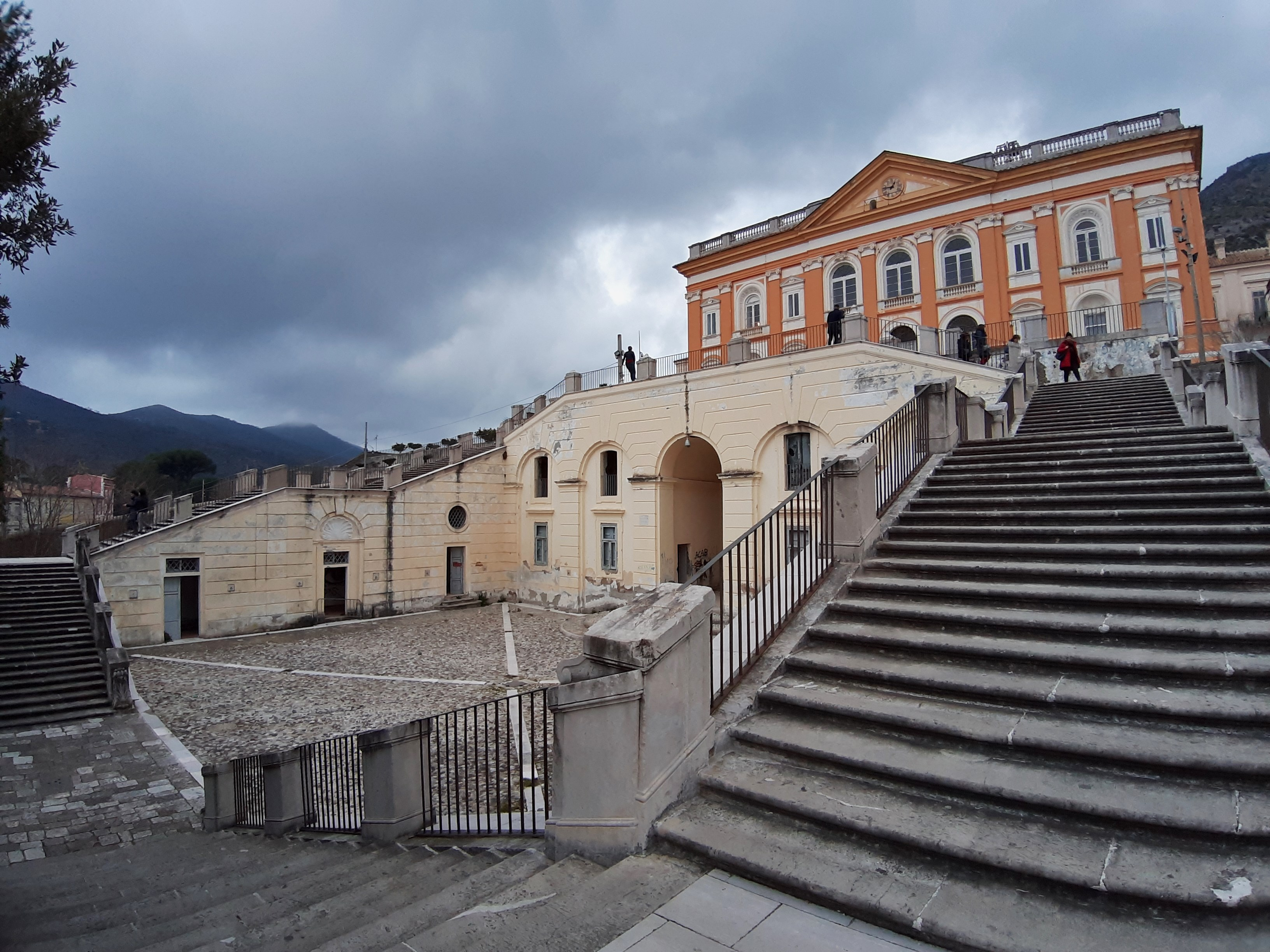
Trappen vanaf het Belvedereplein
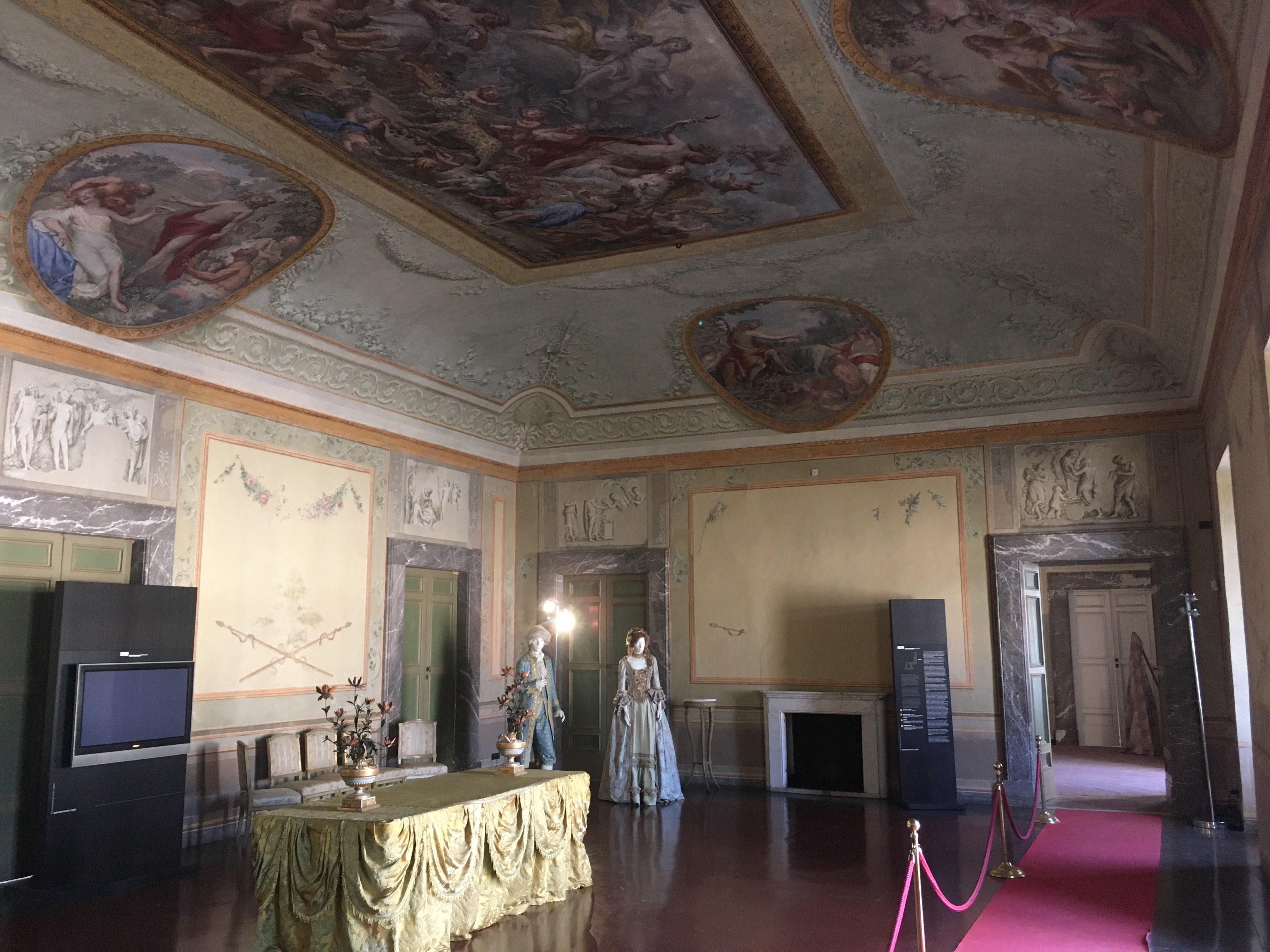
Eetkamer
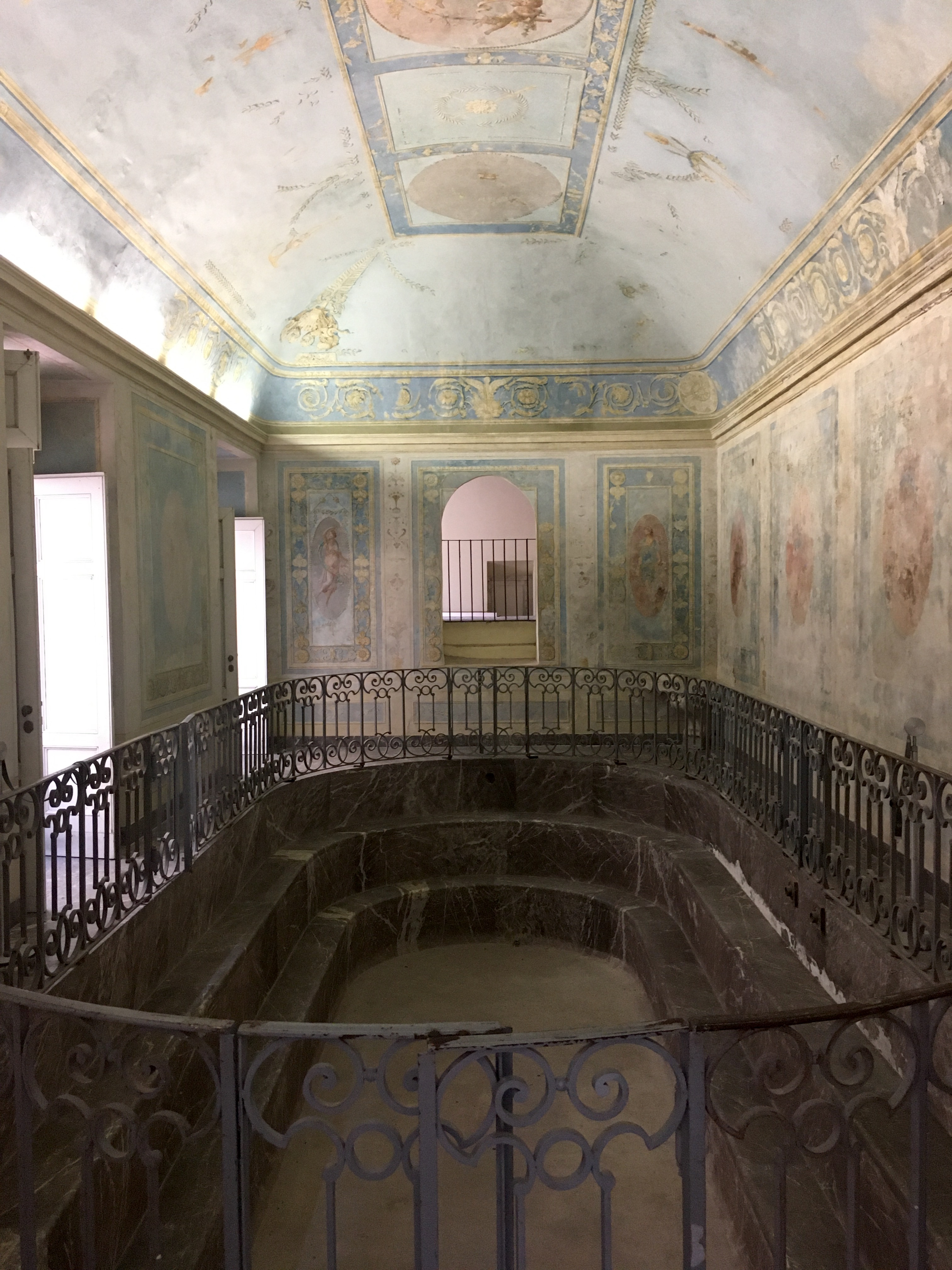
Monumentaal bad

Rotstekeningen van Valcamonica · Kerk en dominicanenklooster van Santa Maria delle Grazie met "Het Laatste Avondmaal" van Leonardo da Vinci · Historisch centrum van Rome, de bezittingen van de Heilige Stoel in die stad met speciale territoriale rechten en Sint-Paulus buiten de Muren · Historisch centrum van Florence · Venetië met zijn lagune · Domplein van Pisa · Historisch centrum van San Gimignano · Sassi en het park met de rotskerken van Matera · Vicenza en de Palladiaanse villa's in Veneto · Historisch centrum van Siena · Historisch centrum van Napels · Crespi d'Adda · Ferrara, stad van de renaissance in de Po-delta · Castel del Monte · Trulli van Alberobello · Vroeg-christelijke monumenten van Ravenna · Historisch centrum van Pienza · 18e-eeuws Koninklijk Paleis van Caserta met park, aquaduct van Vanvitelli en San Leuciocomplex · Residenties van het Koninklijk Huis van Savoye · Botanische tuin in Padua · Porto Venere, Cinque Terre en de eilanden Palmaria, Tino en Tinetto ·  Kathedraal, Torre Civica en Piazza Grande, Modena · Archeologisch Pompeï, Herculaneum en Torre Annunziata · Amalfitaanse kust · Archeologisch Agrigento · Villa Romana del Casale · Nuraghe Su Nuraxi bij Barumini · Nationaal park Cilento, Vallo di Diano e Alburni met archeologisch Paestum en Velia en Kartuizerklooster San Lorenzo · Historisch centrum van Urbino · Archeologische opgravingen en Patriarchale Basiliek van Aquileia · Villa Adriana, Tivoli · Eolische Eilanden · Assisi, Sint-Franciscusbasiliek en andere franciscaanse locaties · Verona · Villa d'Este, Tivoli · Laatbarokke steden in het Val di Noto (Zuidoost-Sicilië) · Heilige bergen · Monte San Giorgio · Etruskische begraafplaatsen van Cerveteri en Tarquinia · Val d'Orcia · Syracuse en de rotsnecropolis van Pantalica · Genua: Le Strade Nuove en het systeem van de Palazzi dei Rolli · Oude en voorhistorische beukenbossen van de Karpaten en andere regio's van Europa · Mantua en Sabbioneta · Rhätische Bahn in het Albula/Bernina-landschap · Dolomieten · Longobarden in Italië. Plaatsen van macht (568-774 na Christus) · Prehistorische paalwoningen in de Alpen · Etna · Villa's en tuinen van de Medici in Toscane · Wijngaardlandschap van Piëmont: Langhe-Roero en Monferrato · Arabisch-Normandisch Palermo en de kathedralen van Cefalù en Monreale · Venetiaanse verdedigingswerken van de 15e tot 17e eeuw: Stato da Terra - westelijke Stato da Mar · Ivrea, industriestad van de 20e eeuw · De prosecco-heuvels van Conegliano en Valdobbiadene · Historische kuuroorden van Europa (Montecatini Terme) · Padua's 14e-eeuwse frescocycli · De portieken van Bologna · Via Appia. Regina viarum